# Открытый пирог

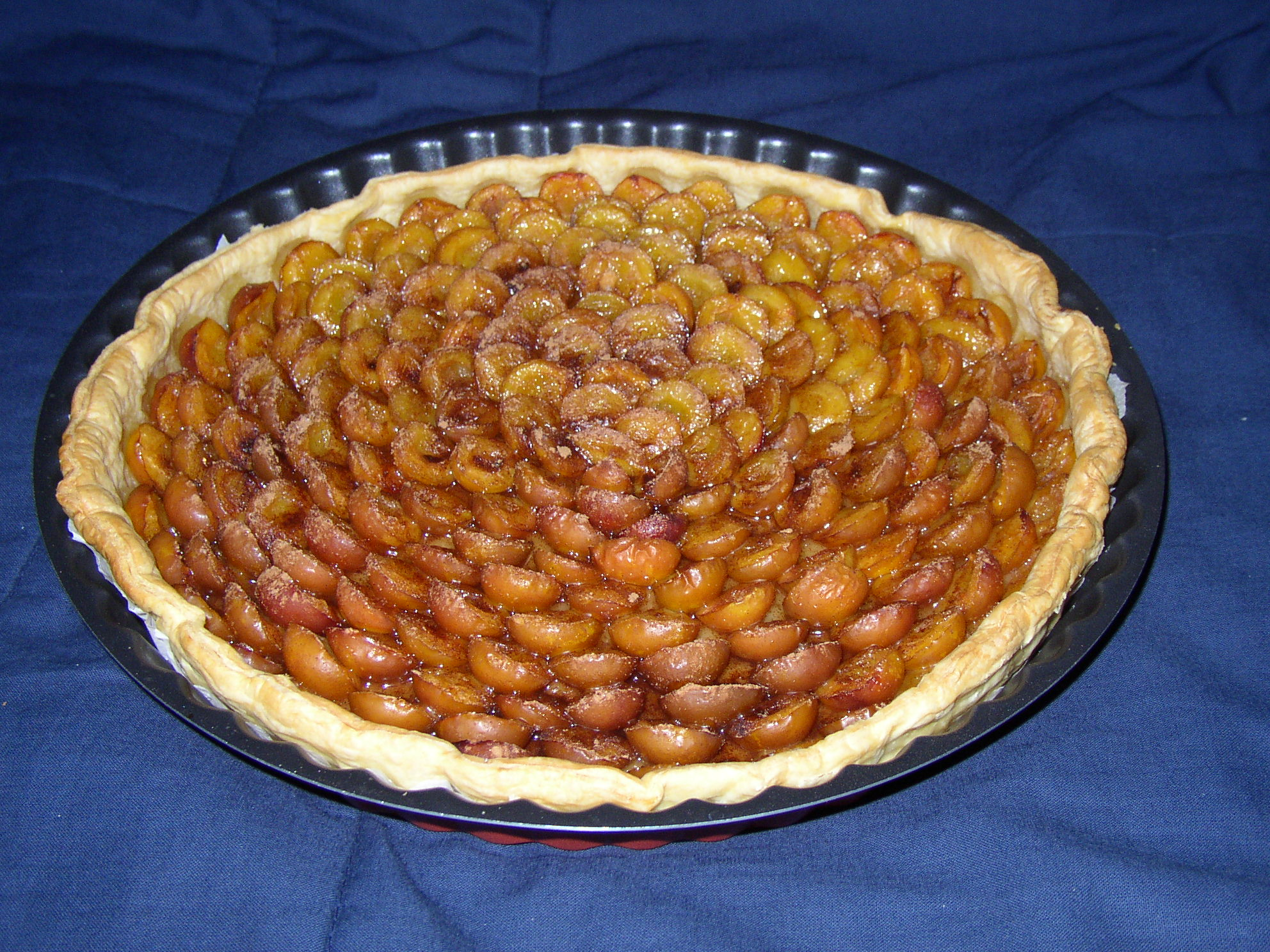
Французский сливовый тарт

Откры́тый пиро́г — один из видов пирогов со сладкой (из фруктов и ягод) или солёной (из овощей, мяса или рыбы) начинкой. Начинка при этом остаётся открытой, то есть не накрывается слоем теста.
Тесто раскатывается тонким слоем и помещается в неглубокую форму для выпечки в духовке примерно на 30 минут до золотистого цвета. Подаётся тёплым или холодным, сладкий пирог — как десерт, солёный пирог — как закуска или основное блюдо.

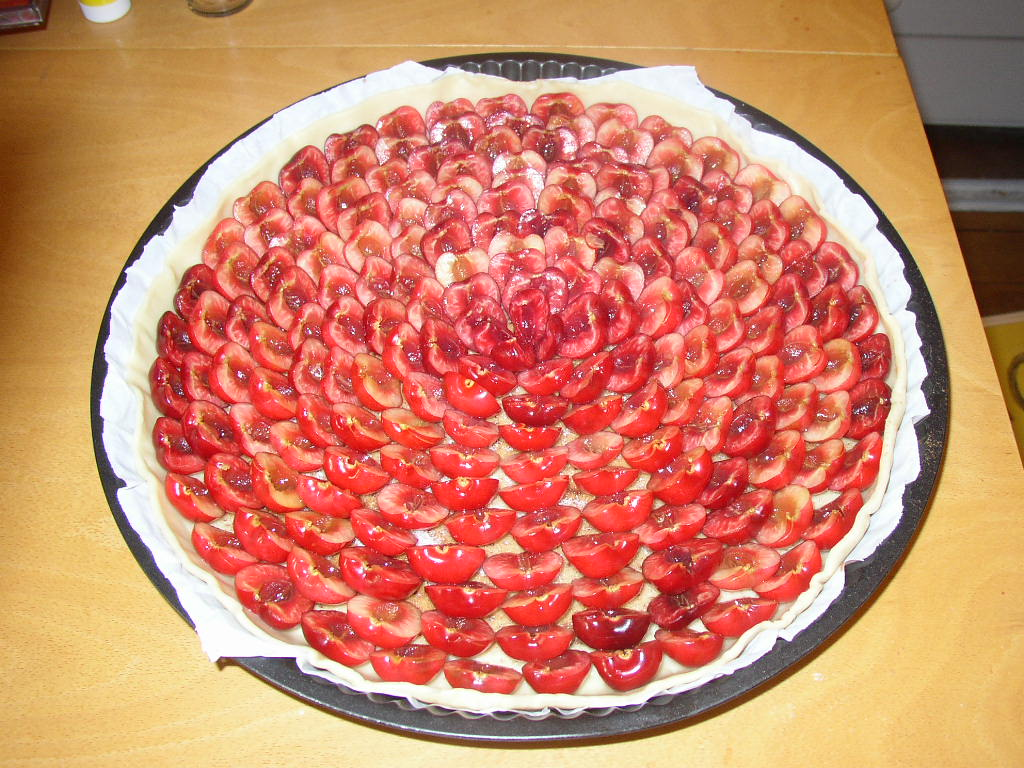
Открытый пирог с вишнями перед выпечкой
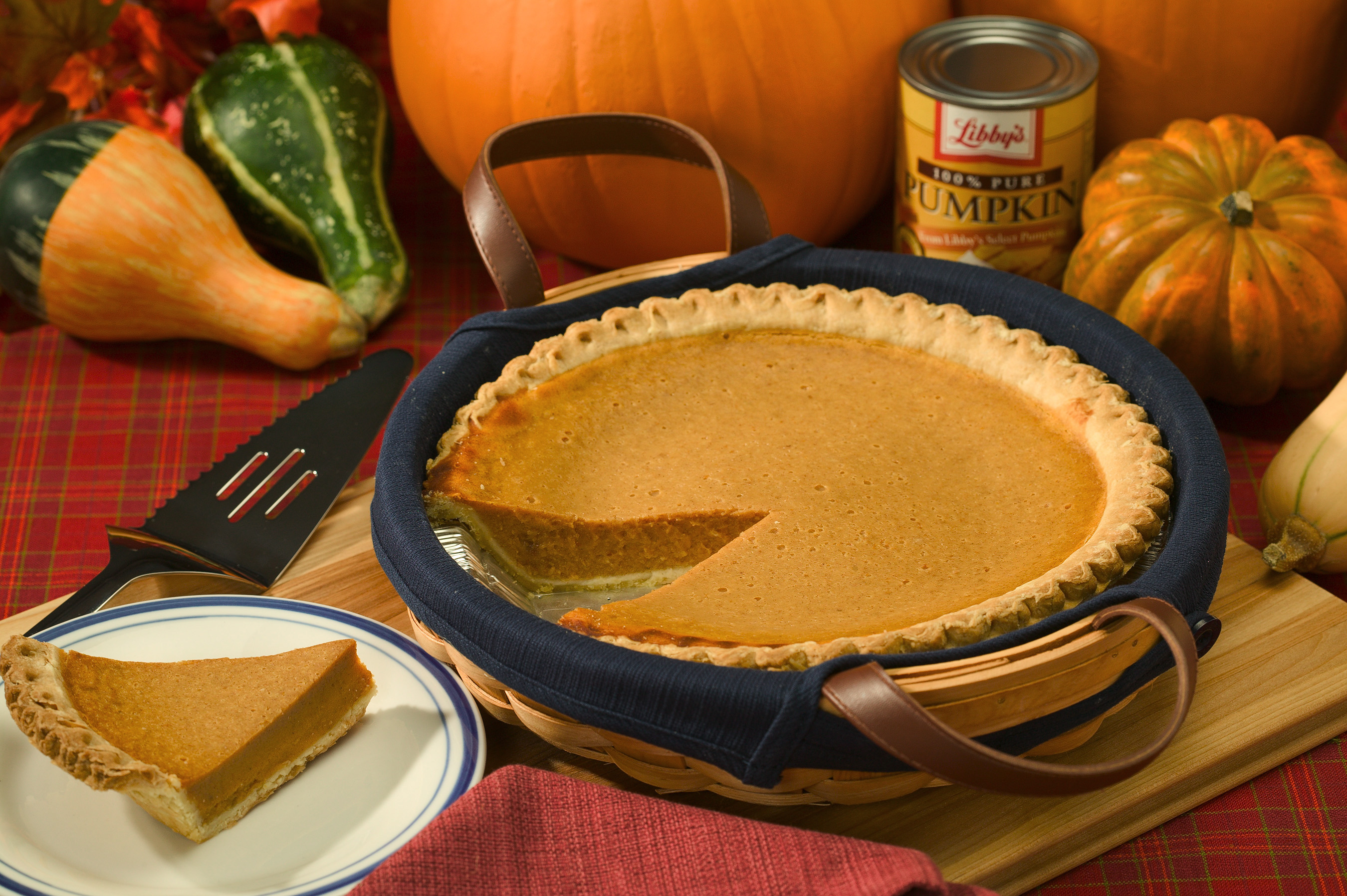
Тыквенный пирог
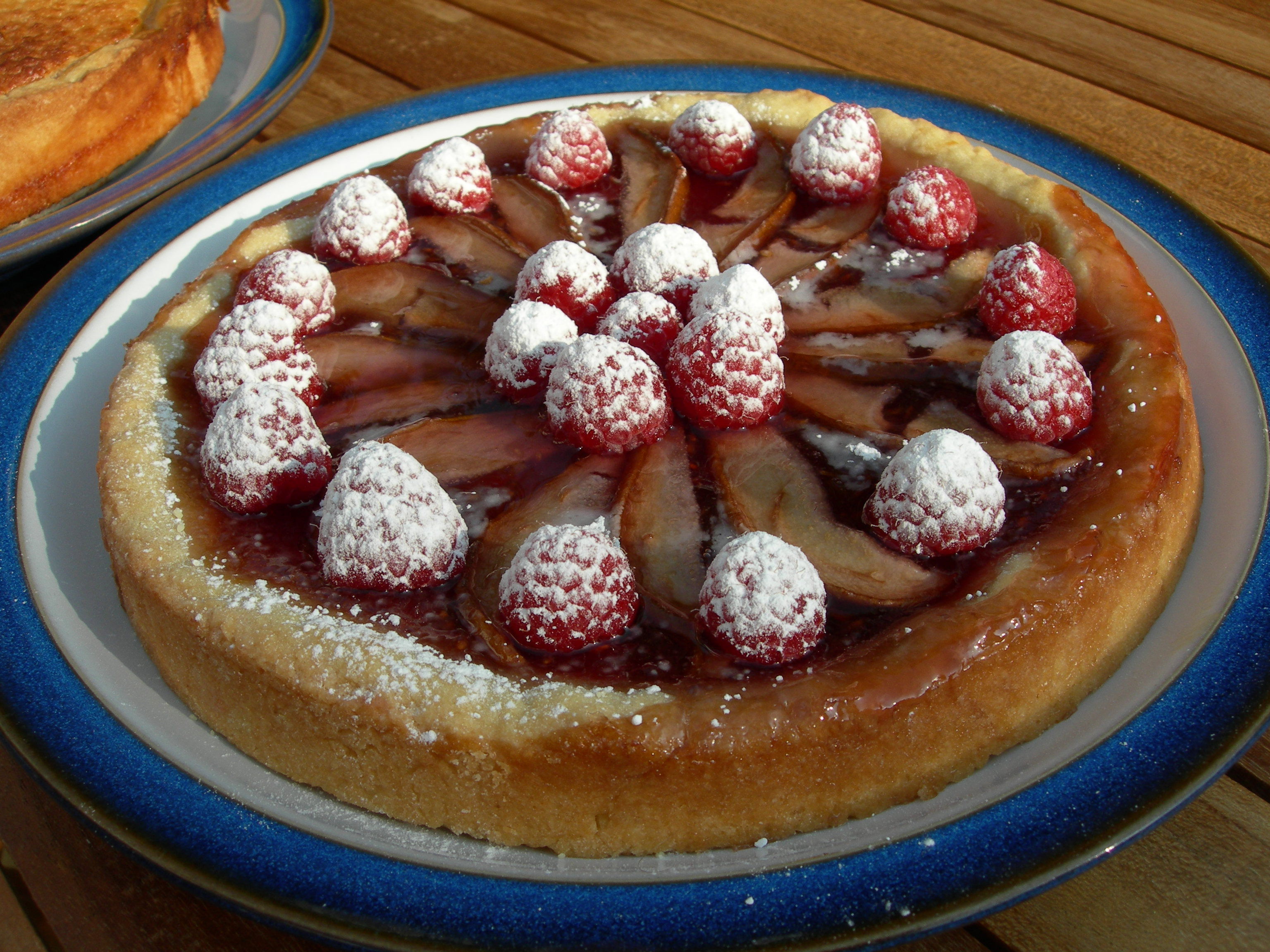
Веганский грушево-малиновый открытый пирог